# Dispersión biológica

Dispersión de semillas de diente de león por el viento.

La dispersión biológica se refiere tanto al movimiento de individuos (animales, plantas, hongos, bacterias, etc.) desde su lugar de nacimiento a su sitio de reproducción ('dispersión natal'), como al movimiento de un sitio de reproducción a otro ('dispersión reproductiva'). La dispersión también se usa para describir el movimiento de propágulos como semillas y esporas. Técnicamente, la dispersión se define como cualquier movimiento que tenga el potencial de conducir al flujo de genes. El acto de dispersión involucra tres fases: salida, transferencia, liquidación y hay diferentes costos de aptitud y beneficios asociados con cada una de estas fases. Al simplemente pasar de un parche de hábitat a otro, la dispersión de un individuo tiene consecuencias no solo para la aptitud individual, sino también para la dinámica poblacional, la genética de la población y la distribución de especies. Comprender la dispersión y las consecuencias tanto para las estrategias evolutivas a nivel de especie como para los procesos a nivel de ecosistema, requiere comprender el tipo de dispersión, el rango de dispersión de una especie dada y los mecanismos de dispersión involucrados. 
La dispersión biológica puede contrastarse con la geodispersión, que es la mezcla de poblaciones previamente aisladas (o biotas enteras) después de la erosión de las barreras geográficas para la dispersión o el flujo de genes.
La dispersión se puede distinguir de la migración animal (típicamente movimiento estacional de ida y vuelta), aunque dentro de la literatura genética de la población, los términos 'migración' y 'dispersión' a menudo se usan indistintamente. 

## Tipos de dispersión

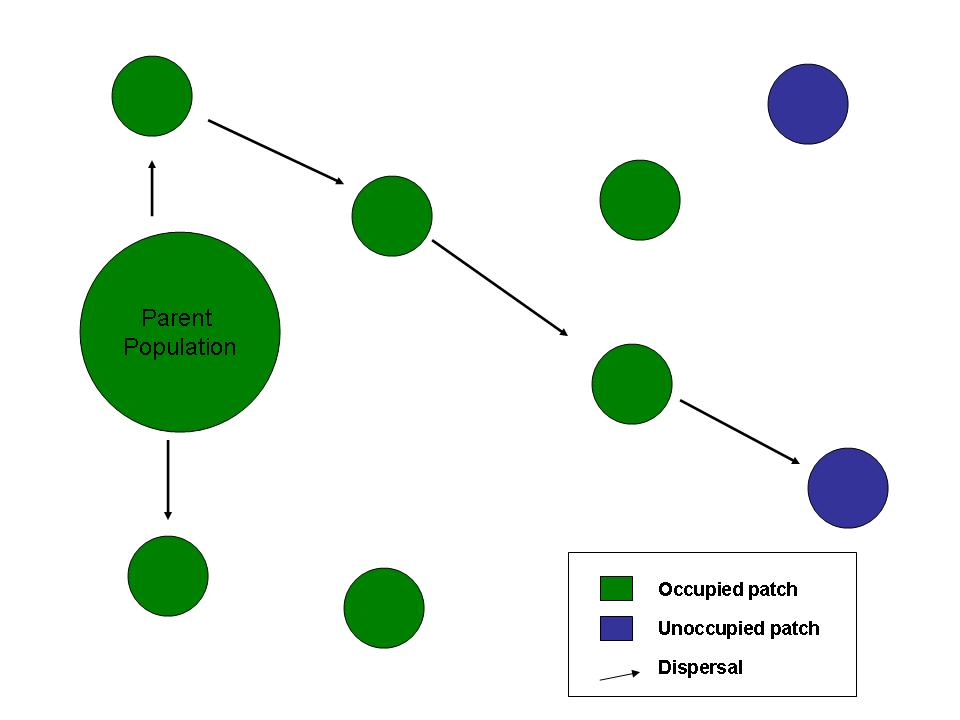
Dispersión de la población parental

Algunos organismos son móviles a lo largo de sus vidas, pero otros están adaptados para moverse o moverse en fases precisas y limitadas de sus ciclos de vida. Esto se llama comúnmente la fase dispersiva del ciclo de vida. Las estrategias de los ciclos de vida completos de los organismos a menudo se basan en la naturaleza y las circunstancias de sus fases dispersivas. 
En general, hay dos tipos básicos de dispersión: 
Dispersión independiente de la densidad
Los organismos han desarrollado adaptaciones para la dispersión que aprovechan diversas formas de energía cinética que ocurren naturalmente en el medio ambiente. Esto se conoce como dispersión independiente de la densidad o pasiva y opera en muchos grupos de organismos (algunos invertebrados, peces, insectos y organismos sésiles como las plantas) que dependen de vectores animales, viento, gravedad o corrientes para su dispersión.
Dispersión dependiente de la densidad
La dispersión dependiente o activa de la densidad para muchos animales depende en gran medida de factores como el tamaño de la población local, la competencia de los recursos, la calidad del hábitat y el tamaño del hábitat.
Debido a la densidad de población, la dispersión puede aliviar la presión por los recursos en un ecosistema, y la competencia por estos recursos puede ser un factor de selección para los mecanismos de dispersión.
La dispersión de organismos es un proceso crítico para comprender tanto el aislamiento geográfico en la evolución a través del flujo de genes como los patrones generales de las distribuciones geográficas actuales (biogeografía). 
A menudo se hace una distinción entre la dispersión natal donde un individuo (a menudo un juvenil) se aleja del lugar donde nació, y la dispersión reproductiva donde un individuo (a menudo un adulto) se aleja de un lugar de reproducción para reproducirse en otro lugar.

## Costos y beneficios

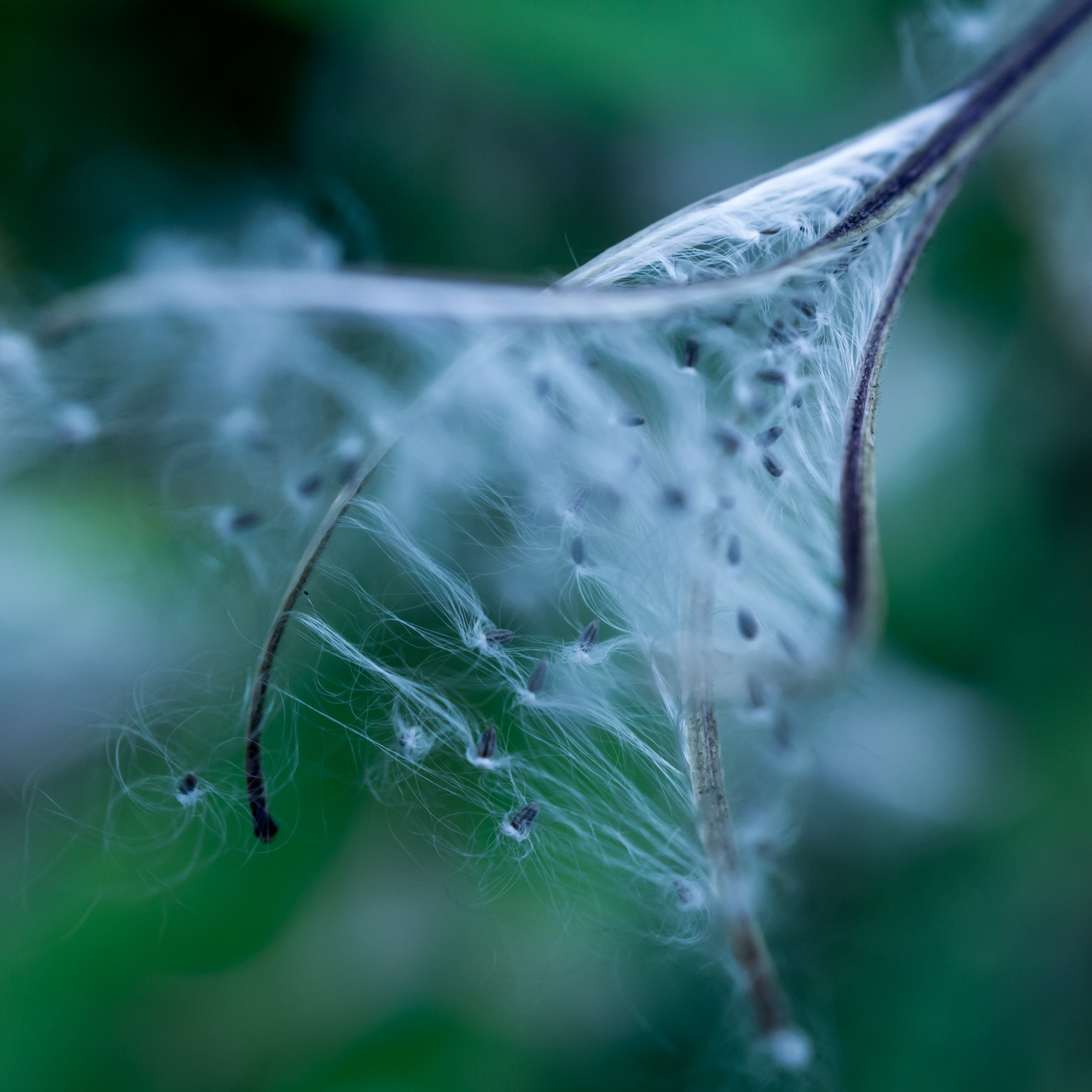
Epilobium hirsutum - Cabeza de semilla

En el sentido más amplio, la dispersión ocurre cuando los beneficios para la aptitud física de la mudanza superan los costos. 
La dispersión ofrece una serie de beneficios, tales como localizar nuevos recursos, escapar de condiciones desfavorables, evitar competir con los hermanos y evitar la reproducción con individuos estrechamente relacionados que podrían conducir a la depresión endogámica.
También hay una serie de costos asociados con la dispersión, que pueden considerarse en términos de cuatro monedas principales: energía, riesgo, tiempo y oportunidad. Los costos energéticos incluyen la energía extra requerida para moverse, así como la inversión energética en maquinaria de movimiento (por ejemplo, alas). Los riesgos incluyen aumento de lesiones y mortalidad durante la dispersión y la posibilidad de establecerse en un entorno desfavorable. El tiempo dedicado a la dispersión es un tiempo que a menudo no se puede dedicar a otras actividades, como el crecimiento y la reproducción. Finalmente, la dispersión también puede conducir a una depresión exógena si un individuo está mejor adaptado a su entorno natal que al que termina. En los animales sociales (como muchas aves y mamíferos) un individuo disperso debe encontrar y unirse a un nuevo grupo, lo que puede conducir a la pérdida de rango social. 

## Rango de dispersión
El "rango de dispersión" se refiere a la distancia que una especie puede moverse de una población existente o del organismo progenitor. Un ecosistema depende de manera crítica de la capacidad de los individuos y las poblaciones para dispersarse de un parche de hábitat a otro. Por lo tanto, la dispersión biológica es crítica para la estabilidad de los ecosistemas. 

### Limitaciones ambientales
Pocas especies se distribuyen de manera uniforme o aleatoria dentro o entre paisajes. En general, las especies varían significativamente en todo el paisaje en asociación con características ambientales que influyen en su éxito reproductivo y la persistencia de la población. Los patrones espaciales en las características ambientales (por ejemplo, recursos) permiten a las personas escapar de condiciones desfavorables y buscar nuevas ubicaciones. Esto permite al organismo "probar" los nuevos entornos para determinar su idoneidad, siempre que estén dentro del rango geográfico de los animales. Además, la capacidad de una especie de dispersarse en un entorno que cambia gradualmente podría permitir a una población sobrevivir a condiciones extremas (es decir, cambio climático). 
A medida que cambia el clima, las presas y los depredadores tienen que adaptarse para sobrevivir. Esto plantea un problema para muchos animales, por ejemplo, los pingüinos saltamontes del sur. Estos pingüinos pueden vivir y prosperar en una variedad de climas debido a la plasticidad fenotípica de los pingüinos. Sin embargo, se prevé que respondan por dispersión, no por adaptación esta vez. Esto se explica debido a su larga vida útil y microevolución lenta. Los pingüinos en el subantártico tienen un comportamiento de alimentación muy diferente al de las aguas subtropicales, sería muy difícil sobrevivir y mantenerse al día con el rápido cambio climático porque estos comportamientos tardaron años en formarse. 

### Barreras de dispersión
Una barrera de dispersión puede significar que el rango de dispersión de una especie es mucho más pequeño que la distribución de especies. Un ejemplo artificial es la fragmentación del hábitat debido al uso humano de la tierra. Las barreras naturales a la dispersión que limitan la distribución de especies incluyen cadenas montañosas y ríos. Un ejemplo es la separación de los rangos de las dos especies de chimpancés por el río Congo. 
Por otro lado, las actividades humanas también pueden ampliar el rango de dispersión de una especie al proporcionar nuevos métodos de dispersión (por ejemplo, barcos). Muchos de ellos se vuelven invasivos, como las ratas y las chinches, pero algunas especies también tienen un efecto ligeramente positivo para los colonos humanos como las abejas y las lombrices de tierra.

## Mecanismos de dispersión
La mayoría de los animales son capaces de locomoción y el mecanismo básico de dispersión es el movimiento de un lugar a otro. La locomoción permite que el organismo "pruebe" la idoneidad de nuevos entornos, siempre que estén dentro del rango del animal. Los movimientos generalmente se guían por comportamientos heredados. 
La formación de barreras para la dispersión o el flujo de genes entre áreas adyacentes puede aislar a las poblaciones a ambos lados de la división emergente. La separación geográfica y el posterior aislamiento genético de porciones de una población ancestral puede dar lugar a la especiación. 

### Mecanismos de dispersión de plantas

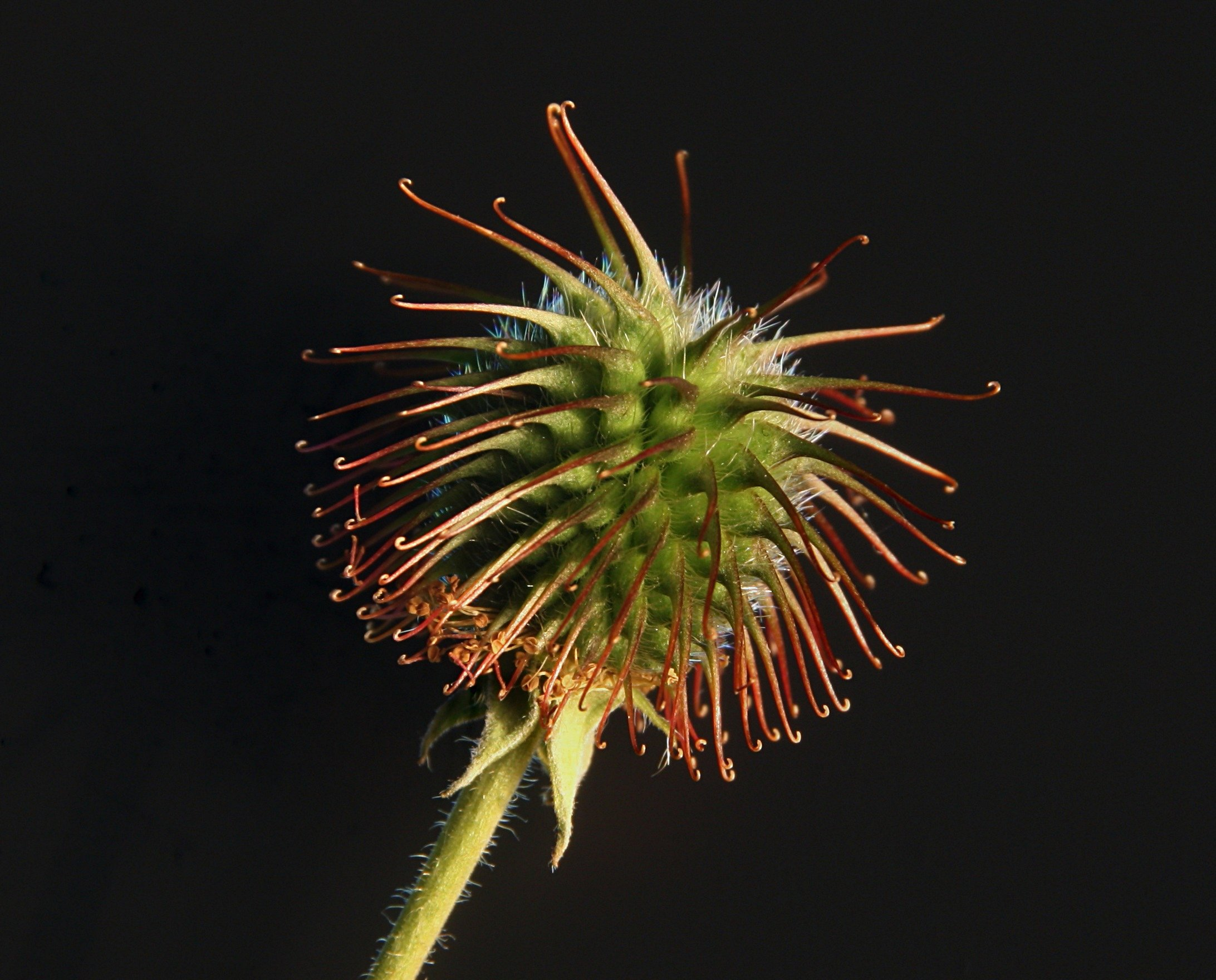
Las fresas son un ejemplo de un mecanismo de dispersión de semillas que utiliza un vector biótico, en este caso animales con pelaje.

La dispersión de semillas es el movimiento o transporte de semillas fuera de la planta madre. Las plantas tienen movilidad limitada y, en consecuencia, dependen de una variedad de vectores de dispersión para transportar sus propágulos, incluidos los vectores abióticos y bióticos. Las semillas se pueden dispersar lejos de la planta madre individual o colectivamente, así como dispersarse tanto en el espacio como en el tiempo. Los patrones de dispersión de semillas están determinados en gran parte por el mecanismo de dispersión y esto tiene implicaciones importantes para la estructura demográfica y genética de las poblaciones de plantas, así como los patrones de migración y las interacciones de las especies. Hay cinco modos principales de dispersión de semillas: gravedad, viento, balística, agua y por animales. 

### Mecanismos de dispersión animal

#### Animales no móviles
Existen numerosas formas de animales que no son móviles, como esponjas, briozoos, tunicados, anémonas de mar, corales y ostras. En común, todos son marinos o acuáticos. Puede parecer curioso que las plantas hayan tenido tanto éxito en la vida estacionaria en la tierra, mientras que los animales no, pero la respuesta está en el suministro de alimentos. Las plantas producen sus propios alimentos a partir de la luz solar y el dióxido de carbono, generalmente más abundantes en tierra que en agua. Los animales fijados en su lugar deben confiar en el medio circundante para llevar los alimentos al menos lo suficientemente cerca como para agarrarlos, y esto ocurre en el entorno tridimensional del agua, pero con mucha menos abundancia en la atmósfera. 
Todos los invertebrados marinos y acuáticos cuyas vidas pasan fijadas al fondo (más o menos; las anémonas son capaces de levantarse y trasladarse a una nueva ubicación si las condiciones lo justifican) producen unidades de dispersión. Estos pueden ser brotes especializados, o productos móviles de reproducción sexual, o incluso una especie de alteración de generaciones como en ciertos Cnidaria. 
Los corales proporcionan un buen ejemplo de cómo las especies sedentarias logran la dispersión. Los corales se reproducen liberando esperma y huevos directamente en el agua. Estos eventos de liberación están coordinados por fase lunar en ciertos meses cálidos, de modo que todos los corales de una o muchas especies en un arrecife dado se liberarán en la misma noche o en varias noches consecutivas. Los óvulos liberados son fertilizados, y el cigoto resultante se desarrolla rápidamente en una plánula multicelular. Esta etapa móvil luego intenta encontrar un sustrato adecuado para el asentamiento. La mayoría no tiene éxito y muere o se alimenta de zooplancton y depredadores que viven en el fondo, como las anémonas y otros corales. Sin embargo, se producen innumerables millones, y unos pocos logran localizar manchas de piedra caliza desnuda, donde se asientan y se transforman mediante el crecimiento en un pólipo. A fin de cuentas, el pólipo único se convierte en una cabeza de coral al brotar nuevos pólipos para formar una colonia. 

#### Animales móviles
La mayoría de todos los animales son móviles. Aunque los animales móviles pueden, en teoría, dispersarse por sus poderes locomotores espontáneos e independientes, muchas especies utilizan las energías cinéticas existentes en el medio ambiente, lo que resulta en un movimiento pasivo. La dispersión por las corrientes de agua está especialmente asociada con los habitantes físicamente pequeños de las aguas marinas conocidas como zooplancton. El término plancton proviene del griego πλαγκτον, que significa "vagabundo". 

#### Dispersión por etapas latentes
Muchas especies animales, especialmente los invertebrados de agua dulce, pueden dispersarse por el viento o por transferencia con la ayuda de animales más grandes (aves, mamíferos o peces) como huevos inactivos, embriones inactivos o, en algunos casos, etapas adultas inactivas. Los tardígrados, algunos rotíferos y algunos copépodos pueden resistir la desecación como etapas latentes adultas. Muchos otros taxones (Cladocera, Bryozoa, Hydra, Copepoda, etc.) pueden dispersarse como huevos o embriones inactivos. Las esponjas de agua dulce generalmente tienen propágulos inactivos especiales llamados gemmulae para tal dispersión. Muchos tipos de etapas de dispersión latente pueden resistir no solo la desecación y las bajas y altas temperaturas, sino también la acción de las enzimas digestivas durante su transferencia a través del tracto digestivo de las aves y otros animales, la alta concentración de sales y muchos tipos de tóxicos. Tales etapas resistentes a la latencia hicieron posible la dispersión a larga distancia de un cuerpo de agua a otro y amplios rangos de distribución de muchos animales de agua dulce. 

## Dispersión cuantificante
La dispersión se cuantifica más comúnmente en términos de velocidad o distancia. 
La tasa de dispersión (también llamada tasa de migración en la literatura sobre genética de poblaciones) o probabilidad describe la probabilidad de que cualquier individuo abandone un área o, de manera equivalente, la proporción esperada de individuo para abandonar un área. 
La distancia de dispersión generalmente se describe mediante un núcleo de dispersión que proporciona la distribución de probabilidad de la distancia recorrida por cualquier individuo. Se utilizan varias funciones diferentes para los núcleos de dispersión en modelos teóricos de dispersión que incluyen la distribución exponencial negativa, distribución exponencial negativa extendida, distribución normal, distribución de potencia exponencial, distribución de potencia inversa, y la distribución de energía de dos lados. Se cree que la distribución de potencia inversa y las distribuciones con 'colas gruesas' que representan eventos de dispersión a larga distancia (llamadas distribuciones leptokurtic) coinciden mejor con los datos de dispersión empírica.

## Consecuencias de la dispersión
La dispersión no solo tiene costos y beneficios para el individuo que se dispersa (como se mencionó anteriormente), sino que también tiene consecuencias a nivel de la población y las especies en escalas de tiempo ecológicas y evolutivas.
Muchas poblaciones tienen distribuciones espaciales irregulares donde las subpoblaciones separadas pero que interactúan ocupan parches de hábitat discretos (ver metapoblaciones). Los individuos que se dispersan se mueven entre diferentes subpoblaciones, lo que aumenta la conectividad general de la metapoblación y puede reducir el riesgo de extinción estocástica. Si una subpoblación se extingue por casualidad, es más probable que se recolonice si la tasa de dispersión es alta. Una mayor conectividad también puede disminuir el grado de adaptación local.

## Otras lecturas
- Ingold CT (1971). Fungal spores: their liberation and dispersal. Oxford: Clarendon Press. pp. 302. ISBN 978-0-19-854115-8.
- Lidicker WZ, Caldwell RL (1982). Dispersal and migration. Stroudsburg, Pa.: Hutchinson Ross Pub. Co. pp. 311. ISBN 978-0-87933-435-2. (Dispersal of animals)
- Bullock JM, Kenward RE, Hails RS, ed. (2002). Dispersal ecology : the 42nd symposium of the British Ecological Society. Oxford, UK: Blackwell Science. p. 458. ISBN 978-0-632-05876-1. (Animals and plants)
- Lieberman BS (2008). «Emerging syntheses between palaeobiogeography and macroevolutionary theory.». Proceedings of the Royal Society of Victoria 120: 51-57.
- Turner MG, Gardner RH, O'Neill RV (2001). Landscape Ecology: In theory and practice, pattern and process. New York (NY): Springer Science.
- Levin SA (1974). «Dispersion and Population Interactions». The American Naturalist 108 (960): 207. doi:10.1086/282900.
- Clobert J, Danchin E, Dhondt AA, Nichols JD, ed. (2001). Dispersal. Oxford.: Oxford University Press.
- Cousens R, Dytham C, Law R (2008). Dispersal in plants: a population perspective. Oxford: Oxford University Press.